# 罗江 (鉴江支流)
羅江，是鉴江最大的一级支流，发源于广东省信宜市北界镇西南部旺将村，流经广西北流市勾髻顶西南，后经广东高州市荷花镇、石板镇，化州市播扬镇、宝圩镇、那务镇至合江与平定水汇合后，经江湖镇、林尘镇、中垌镇、官桥镇等地到化州市区汇入鉴江。全长143公里，其中化州市境内长110公里，全流域集雨面积2618平方公里。